# Alfons Trypsteen
Alfons Jozef Trypsteen (Roeselare, 24 januari 1892 - Veurne, 14 april 1959) was oorlogsburgemeester van de Belgische stad Veurne, van 1943 tot 1944.

## Levensloop
Trypsteen was apotheker. In 1919 was hij getrouwd met Marie Louise Sobry (Veurne, 1895 - Izegem, 1988). Ze hadden een groot gezin.
Hij was oud-strijder van de Eerste Wereldoorlog, oorlogsinvalide en vereerd met burgerlijke en militaire onderscheidingen, onder meer Vuurkruiser en ridder in de Orde van Leopold II met palm. 
Hij was lid van het VNV en werd bij de verkiezingen van oktober 1938 gemeenteraadslid voor die partij. In juli 1941 werd hij, samen met de VNV'er Hilaire Derveauc, schepen van Veurne, na het ontslag van twee zetelende schepenen. Na het ontslag, eind 1942 van burgemeester Georges Van Hee, liet hij zich overtuigen om burgemeester van Veurne te worden, aan het hoofd van een homogeen VNV-schepencollege. De derde schepen werd advocaat J. Ampe, eveneens VNV'er. Een andere VNV'er, Joris Deburchgraeve, werd gemeentesecretaris, .
Bij de Bevrijding werd Trypsteen opgepakt en op 8 september 1944 werd de vooroorlogse schepen Hector Blanckaert tot burgemeester aangesteld.